# Fotografia di viaggio
La fotografia di viaggio è una particolare genere fotografico che coinvolge la documentazione di un territorio: paesaggio, persone, culture, costumi e storia.

## Descrizione
La Photographic Society of America definisce una fotografia di viaggio come una immagine che esprime il sentimento di un tempo e di un luogo, ritrae una terra, la sua gente o una cultura nel suo stato naturale, e non ha limitazioni geografiche.
Un reportage di viaggio può essere fatto da un professionista o un dilettante. Esempi di fotografi di viaggio professionisti possono essere trovati nelle riviste National Geographic e GEO. La fotografia di viaggio amatoriale è spesso condivisa online attraverso siti di foto sharing come Flickr o siti web di fotografia di viaggio specializzati come TrekEarth.

## Storia
La fotografia di viaggio è nata già agli albori della fotografia. Già a metà XIX secolo risalgono i primi dagherrotipi di città italiane, come le rovine di Roma antica, ad opera di fotografi provenienti anche dall'estero.